# Mulymja
Die Mulymja (russisch Мулымья) ist ein 608 km langer linker Nebenfluss der Konda in Westsibirien (Russland).

## Verlauf
Die Mulymja entfließt in 127 m Höhe dem in einem Sumpfgebiet gelegenen kleinen See Mulymjato im Westteil des Westsibirischen Tieflandes, etwa 40 Kilometer Luftlinie südlich der Stadt Njagan. Sie durchfließt den Konda-Niederung genannten Teil des Tieflandes in vorwiegend südlicher Richtung, wobei sie im Mittellauf einen weiten Bogen nach Osten macht. Auf seiner gesamten Länge, immer auf dem Territorium des Autonomen Kreises der Chanten und Mansen, mäandriert der Fluss in zumeist sumpfigem und seenreichen Gelände stark. Der Fluss mündet schließlich etwa 15 Kilometer nordwestlich der Stadt Urai, wenig unterhalb der nach ihm benannten Siedlung Mulymja in 43 m Höhe in den bedeutenden, dort bereits schiffbaren Irtysch-Nebenfluss Konda. In Mündungsnähe ist die Mulymja etwa 60 Meter breit, zwei Meter tief, und die Fließgeschwindigkeit beträgt 0,3 m/s.
Die bedeutendsten Zuflüsse sind die Lowa von links und die Supra von rechts.

## Hydrologie
Das Einzugsgebiet der Mulymja umfasst 7810 km². Der Fluss friert zwischen Oktober und Mai zu.

## Infrastruktur
Die Mulymja ist nicht schiffbar.
Faktisch auf der gesamten Länge durchfließt die Mulymja einige der ab den 1960er-Jahren erschlossenen westsibirischen Erdölfelder, sodass den Fluss vielerorts zu Zwecken der Erkundung und Förderung angelegte Straßen (darunter Meschduretschenski – Urai – Sowetski) und Fahrwege sowie Pipelines berühren. Unmittelbar am Fluss gibt es keine ständig bewohnten, eigenständigen Ortschaften. Am Zufluss Supra liegt wenige Kilometer oberhalb der Einmündung eine gleichnamige Siedlung, weiter unterhalb an der Mulymja die Erdölarbeitersiedlung Ubinski.